# فیلیاترا
فیلیاترا (به لاتین: Filiatra) یک شهرک در یونان است که در Trifylia Municipality واقع شده‌است.